# Баррен (округ)
Ба́ррен (англ. Barren County) — округ в штате Кентукки, США. Официально образован в 1798 году. По состоянию на 2010 год, численность населения составляла 42 173 человека.

## География
По данным Бюро переписи США, общая площадь округа равняется 1295,001 км2, из которых 1263,921 км2 суша и 31,080 км2 или 2,500 % это водоёмы.

### Соседние округа
- Харт (север)
- Меткаф (восток)
- Монро (юго-восток)
- Аллен (юго-запад)
- Уоррен (запад)
- Эдмондсон (северо-запад)

## Население
По данным переписи населения 2000 года в округе проживает 38 033 жителей в составе 15 346 домашних хозяйств и 10 941 семей. Плотность населения составляет 30,00 человек на км2. На территории округа насчитывается 17 095 жилых строений, при плотности застройки около 14,00-ти строений на км2. Расовый состав населения: белые — 94,30 %, афроамериканцы — 4,09 %, коренные американцы (индейцы) — 0,15 %, азиаты — 0,41 %, гавайцы — 0,03 %, представители других рас — 0,38 %, представители двух или более рас — 0,65 %. Испаноязычные составляли 0,93 % населения независимо от расы.
В составе 31,70 % из общего числа домашних хозяйств проживают дети в возрасте до 18 лет, 58,30 % домашних хозяйств представляют собой супружеские пары проживающие вместе, 9,80 % домашних хозяйств представляют собой одиноких женщин без супруга, 28,70 % домашних хозяйств не имеют отношения к семьям, 25,60 % домашних хозяйств состоят из одного человека, 11,60 % домашних хозяйств состоят из престарелых (65 лет и старше), проживающих в одиночестве. Средний размер домашнего хозяйства составляет 2,44 человека, и средний размер семьи 2,91 человека.
Возрастной состав округа: 24,20 % моложе 18 лет, 8,20 % от 18 до 24, 28,80 % от 25 до 44, 23,80 % от 45 до 64 и 23,80 % от 65 и старше. Средний возраст жителя округа 38 лет. На каждые 100 женщин приходится 92,70 мужчин. На каждые 100 женщин старше 18 лет приходится 89,30 мужчин.
Средний доход на домохозяйство в округе составлял 31 240 USD, на семью — 37 231 USD. Среднестатистический заработок мужчины был 29 860 USD против 21 208 USD для женщины. Доход на душу населения составлял 16 816 USD. Около 11,80 % семей и 15,60 % общего населения находились ниже черты бедности, в том числе — 20,30 % молодежи (тех, кому ещё не исполнилось 18 лет) и 19,10 % тех, кому было уже больше 65 лет.